# Louise Cruppi
Louise Cruppi, née Amélie Mathilde Louise Crémieux le 4 mars 1862 au Havre et morte le 26 janvier 1925 en son domicile dans le 7e arrondissement de Paris, est une écrivaine, musicienne et féministe française.

## Biographie
Louise Crémieux est élevée à partir de l’âge de 10 ans par ses grands-parents. Son grand-père, Adolphe Crémieux (1796–1880), était un politicien influent pendant la Seconde République. Il est surtout connu pour ses efforts de protéger les droits humains des Juifs français. Louise Crémieux a reçu une excellente éducation musicale (de son éducation scolaire, elle dira qu’elle n’apprit que des nullités). Elle a suivi des cours de piano avec Gabriel Fauré et des cours de chant avec Pauline Viardot. Le 20 avril 1882, à 20 ans, elle a épousé Jean Cruppi (1855–1933). Membre du parlement sans interruption de 1898 à 1919, Jean Cruppi a occupé plusieurs différents postes ministériels dans les gouvernements de la Troisième République. Le couple a eu 4 enfants et Louise Cruppi a continué ses activités musicales, tenant un salon musical important chez elle au 80, rue de l’Université à Paris. 
Elle a encouragé Maurice Ravel à ses débuts qui lui dédie tout d'abord la mélodie Noël des jouets (1905). Elle a  ensuite joué un rôle déterminant pour convaincre Albert Carré, directeur de l’Opéra-Comique, de représenter en 1911 L’Heure espagnole (1907) dont elle est la dédicataire.
Sa fille, Amélie Cruppi, a épousé le sculpteur Paul Landowski en 1913. Landowski évoque sa belle-mère avec beaucoup d’affection dans son journal.

## Carrière littéraire et engagement féministe
Le premier roman de Cruppi est paru en 1905. Avant l’heure (Ollendorff) s’inspire des débuts du compositeur Georges Bizet. En 1908 sa pièce, Répudiée, est jouée au Théâtre Antoine. Elle a publié un essai à propos des femmes de lettres suédoises en 1912, intitulé Les Femmes écrivains aujourd’hui. Son second roman, La Famille Sanarens, est publié par Grasset en 1921. Cruppi était membre du jury du prix Femina de 1918 jusqu’à sa mort en 1925. En plus de son activité littéraire et musicale, Cruppi était très impliquée dans de nombreuses causes sociales. Elle a fondé des bibliothèques de prêt dans des quartiers défavorisés de Paris, et elle faisait partie du bureau du Conseil national des femmes françaises. Louise Cruppi a entretenu une correspondance importante (plus de 1 000 lettres) avec Romain Rolland entre 1905 et sa mort en 1925. Une publication numérique de cette correspondance est en cours de réalisation (voir https://beta.cwrc.ca/project/louise-cruppi-et-romain-rolland-correspondance-1905-1925).